# جويس كوندي
جويس كوندي (بالإسبانية: Joyce Conde)‏ هو لاعب كرة قدم ومدرب كرة قدم بيروفي، ولد في 8 سبتمبر 1991 في ليما في بيرو. لعب مع الجامعي دي بيرو.

## وصلات خارجية
- جويس كوندي على موقع إي إس بي إن إف سي (الإنجليزية)
- جويس كوندي على موقع قاعدة بيانات كرة القدم.إي يو (الإنجليزية)